# Troian Bellisario
Pour les articles homonymes, voir Bellisario.
Troian Bellisario, née le 28 octobre 1985 à Los Angeles en Californie, est une actrice, productrice, réalisatrice et scénariste américaine.
Elle se fait connaître en 2010 en interprétant le fameux rôle de Spencer Hastings, dans la série américaine Pretty Little Liars, jusqu'en 2017. Par la suite, en 2012, elle tient le rôle principal de la web-série Lauren.
En 2015, elle décroche son premier rôle important au cinéma dans le film Martyrs. En 2017, elle est en tête d’affiche du film Feed.
Elle obtient son diplôme de Directors Workshop chez Warner Bros en 2016 et devient productrice, réalisatrice et scénariste de cinéma.

## Biographie

### Enfance
Née à Los Angeles en 1985, Troian Bellisario est la fille aînée des producteurs et scénaristes Donald Bellisario et Deborah Pratt, qui divorcent en 1991, quelques mois après la naissance de son frère Nicholas Dante « Nick » Bellisario (né le 27 août 1991). Elle est d'ascendance italienne et serbe du côté de son père, et afro-américaine et créole du côté de sa mère,,.
Elle est la demi-sœur de Joy Bellisario (née en 1956), David Bellisario (18 juillet 1957 - 24 juillet 2020), Leslie Bellisario (née en 1961), Julie Bellisario (née le 1er octobre 1964) et Michael Bellisario (né en 1980), tous issus des deux précédents mariages de son père. Elle est également la demi-sœur par alliance de l'acteur Sean Murray (né en 1977) et du producteur Chad W. Murray, à la suite du mariage de son père avec Vivienne Lee en 1998.
Elle est diplômée de l'université de Californie du Sud.

### Carrière

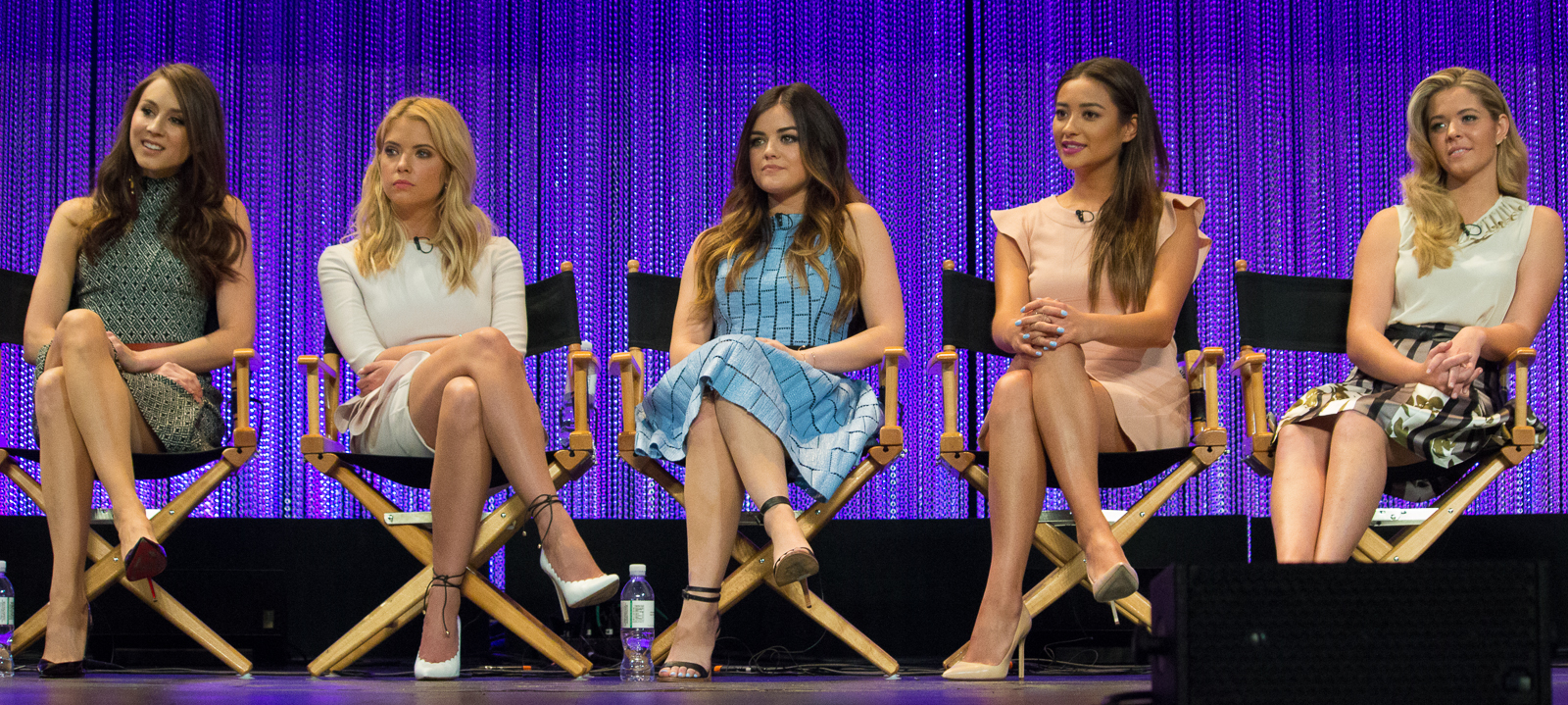
Le cast de Pretty Little Liars au Paley Fest en 2014.

En 1988, à l'âge de 3 ans, Troian Bellisario a fait ses débuts d'actrice dans le film, Crimes de sang, écrit, produit et réalisé par son père. Entre 1990 et 2007, elle est apparue dans Code Quantum, Tequila et Bonetti, JAG, First Monday et NCIS : Enquêtes spéciales (où elle incarnait le rôle de Sarah McGee, la jeune sœur de Timothy McGee, interprété par son demi-frère par alliance, Sean Murray).
En 1998, elle a joué dans le film Recherche maman désespérément, aux côtés de Mary-Kate et Ashley Olsen. En 2006, elle a tourné dans de nombreux courts-métrages : Unspoken, Archer House et Intersect.
En novembre 2009, Troian auditionne pour la nouvelle série dramatique/mystère/thriller, Pretty Little Liars développée par I. Marlene King (d'après la série littéraire Les Menteuses, de Sara Shepard). De juin 2010 à juin 2017, elle a incarné Spencer Hastings dans la série Pretty Little Liars, sur la chaîne américaine ABC Family/Freeform aux côtés de Lucy Hale, Ashley Benson, Shay Mitchell, Sasha Pieterse, Ian Harding, Tyler Blackburn et Keegan Allen. Grâce à son rôle, elle a remporté deux Teen Choice Awards en 2012 et 2013.
En octobre 2011, elle a déclaré qu'elle était en train d'écrire et de produire son propre film, Exiles, dont le tournage s'est terminé en août 2012. Entre 2012 et 2013, Troian Bellisario incarnait le rôle-titre dans la web-série Lauren.
En 2015, Troian a joué dans deux épisodes de la série télévisée, Suits : Avocats sur mesure, où son mari tient le rôle principal.
Après avoir obtenu son diplôme de Warner Bros. Directors Workshop en juin 2016, elle a réalisé son premier épisode, qui sera diffusé le 23 mai 2017.
En 2018, elle a terminé la production du drame de science-fiction Clara (en), un long métrage écrit et réalisé par Akash Sherman. Elle joue aux côtés de son mari Patrick J. Adams, Kristen Hager et Ennis Esmer dans le film.

### Vie privée
Le 10 décembre 2016, Troian Bellisario épouse à Santa Barbara, en Californie, l'acteur canadien Patrick J. Adams, son compagnon depuis 2009. Le couple a deux filles : Aurora Adams (née le 4 octobre 2018) et Elliot Rowena Adams (née le 15 mai 2021).

## Filmographie

### Cinéma

#### Longs métrages
- 1988 : Last Rites (film) (en) de Donald Bellisario : la fille de Nuzo
- 1998 : Recherche maman désespérément (Billboard Dad) de Alan Metter : Kristen Bulut
- 2010 : Peep World de Barry W. Blaustein : P.A.
- 2010 : Consent de Ron Brown : Amanda
- 2012 : Pleased to Meet You de Johanna Thalmann et Severin Winzenburg : Carson
- 2013 : C.O.G. (en) de Kyle Patrick Alvarez : Jennifer
- 2015 : Martyrs de Kevin et Michael Goetz : Lucie Jurin
- 2017 : Feed de Tommy Bertelsen : Olivia Grey
- 2017 : Chuck Hank and the San Diego Twins de Jonathan Keevil : Claire
- 2018 : Clara (en) de Akash Sherman : Clara
- 2019 : Bernadette a disparu (Where'd You Go, Bernadette) de Richard Linklater : Betty
- 2021 : Chuck Hank and the San Diego Twins de Jonathan Keevil et Evan Glodell : Claire
- 2022 : Doula de Cheryl Nichols et Arron Shiver : Deb

#### Courts métrages
- 1997 : Girlfriends de Deborah Pratt : Cassie Palmer
- 2006 : Unspoken de Fei-Fei Wang : Jani
- 2007 : Archer House de Dina Gachman : Tatum
- 2009 : Intersect de Maura Milan : Victoria
- 2009 : Before the Cabin Burned Down de Shane Coffey : Meg
- 2011 : A November de Brian Jordan Alvarez : la petite amie
- 2012 : The Come Up de Kirk Sullivan : Jessica
- 2012 : Joyful Girl de Chloe Domont : Belle
- 2013 : Exiles de Tommy Bertelsen : Juliet
- 2014 : Pa-gents with Chris Pine de Zoosk Brothers : Cathryn Crest
- 2014 : Immediately Afterlife de Hazart : Bennett
- 2015 : Surf Noir de Tommy Bertelsen : Lacey
- 2015 : Amy de Jacob Chase : Amy
- 2015 : Still A Rose de Hazart : Juliet
- 2016 : In the Shadows of the Rainbow de Blaise Godbe Lipman
- 2018 : We Are Here de Patrick J. Adams : la femme
- 2019 : Like Turtles : Molly
- 2020 : life on Mars : Stella
- 2021 : Poppet : Maeve

### Télévision

#### Séries télévisées
- 1990 : Code Quantum (Quantum Leap) : Teresa Bruckner (saison 2, épisode 13)
- 1992 : Tequila et Bonetti (Tequila and Bonetti) : Teresa Garcia (saison 1, épisode 3)
- 1998 : JAG : Erin Terry (saison 3, épisode 18)
- 2002 : First Monday : Kimberly Baron (2 épisodes)
- 2005-2006 : NCIS : Enquêtes spéciales (NCIS) : Sarah McGee (2 épisodes)
- 2010-2017 : Pretty Little Liars : Spencer Hastings (160 épisodes)
- 2012-2013 : Lauren (web-série) : Lauren (14 épisodes)
- 2014-2015 : Suits : Avocats sur mesure (Suits) : Claire Bowden (2 épisodes)
- 2020 : Stumptown de Jason Richman : Jenna Marshall
- 2023 : Plan B de Jean-François Asselin et Jacques Droolet : Miranda Delano
- 2025 : On Call de Tim Walsh et Elliot Wolf : Traci Harmon

#### Téléfilm
- 2016 : Quatre sœurs unies par le secret (Sister Cities) de Sean Hanish (en) : Baltimore Baxter

### Réalisatrice
- 2017 : Pretty Little Liars : In the Eye Abides the Heart (saison 7, épisode 15)
- 2018 : Famous in Love (saison 2, épisode 7)
- 2019-2021 : Good Trouble (saison 1, épisode 7/saison 2, épisode 16/saison 3, épisode 3)

### Scénariste et productrice
- 2013 : Exiles de Tommy Bertelsen (court-métrage)
- 2017 : Feed de Tommy Bertelsen
- 2018 : We are Here de Patrick J. Adams (court-métrage)
- 2020 : Life on Mars (court-métrage)

## Théâtre
- 2008 : Shakespeare on the Subway : Juliet
- 2009 : Fool for love
- 2009 : Farragut North
- 2009 : God Save Getrud
- 2009 : Equivocation : Judith
- 2014 : The Blind Date Project
- 2015 : Someone Like Who? au 24 hours PlayFest

- 2016 : The Last Match au Old Globe Théâtre : Mallory

## Distinctions

### Récompenses
- 2010 : New York VisionFest : Meilleure actrice pour Consent
- 2010 : Philadelphia FirstGlance Film Festival : Meilleure actrice pour Consent
- 2011 : Young Hollywood Awards : "Casting à surveiller" avec Ashley Benson, Lucy Hale et Shay Mitchell pour (Pretty Little Liars)
- 2012 : Teen Choice Awards : Meilleure actrice de l'été dans une série  pour (Pretty Little Liars)
- 2013 : Teen Choice Awards : Meilleure actrice dans une série dramatique pour (Pretty Little Liars)
- 2013 : New York Festival : Meilleure performance en tant qu'actrice pour Lauren

### Nominations
- 2013 : International Academy of Web Television Awards : Meilleure performance féminine dramatique pour Lauren

- The Streamy Awards
  - 2013 : The Streamy Awards : Meilleure actrice féminine dans une web-série dramatique pour Lauren
  - 2014 : The Streamy Awards : Meilleure actrice dans un web-série dramatique pour Lauren
- Teen Choice Awards :
  - 2011 : Meilleure actrice de l'été pour (Pretty Little Liars)
  - 2014 : Meilleure actrice dans une série dramatique pour (Pretty Little Liars)
  - 2015 : Meilleure actrice de l'été dans une série pour (Pretty Little Liars)
  - 2017 : Meilleure actrice dans une série dramatique (pour Pretty Little Liars)